# Hattfjelldal
Hattfjelldal è un comune norvegese della contea di Nordland.